# Педерсен, Хольгер
Хо́льгер Пе́дерсен (дат. Holger Pedersen; 7 апреля 1867, с. Гелбалле у Кольдинга, Дания — 25 октября 1953, с. Хеллеруп у Копенгагена, Дания) — датский лингвист, внесший значительный вклад в историческую лингвистику, автор около 30 работ, посвящённых различным языкам. Автор ностратической, греко-армянской и ряда других гипотез.
В молодости путешествовал на Корфу вместе с известным индоевропеистом тех времён Карлом Бругманом для сбора материалов по албанскому языку.
Получил докторскую степень в 1897 году в Копенгагенском университете, получил там же должность профессора.
Внёс значительный вклад в изучение кельтских языков. Автор труда «Сравнительная грамматика кельтских языков» (нем. Vergleichende Grammatik der keltischen Sprachen, англ. Comparative Grammar of the Celtic Languages), который до сих пор считается одним из важнейших трудов по кельтологии.
Его труд «Хеттский и другие индоевропейские языки» (нем. Hittitisch und die anderen indoeuropäischen Sprachen) значительно продвинул исследования хеттского языка — на него неоднократно ссылается Й. Фридрих в своём «Элементарном учебнике хеттского языка» (нем. Hethitisches Elementarbuch, 2 ed., 1960).
Немалую роль сыграл также его труд «Тохарский язык с точки зрения сравнения индоевропейских языков» (нем. Tocharisch vom Gesichtspunkt der indoeuropäischen Sprachvergleichung, англ. Tocharian from the Viewpoint of Indo-European Language Comparison).
Педерсен сформулировал закон «руки» — перехода *s > *š (> *x) — важного звукового изменения в индоиранских, балтийских и славянских языках.
Две из теорий Педерсена получили значительный резонанс в мире лингвистики — ностратическая гипотеза и глоттальная гипотеза.

## Ностратическая гипотеза
По-видимому, Педерсен первым использовал термин «ностратический» в своей статье по фонологии турецкого языка (1903). Позднее Педерсен определял данный термин следующим образом (1931:338):
В качестве исчерпывающего обозначения семей языков, находящихся в близком родстве с индоевропейскими, мы можем использовать термин «ностратические языки» (из лат. nostrās, «наш земляк»)
С его точки зрения, индоевропейские языки практически наверняка были связаны родством с финно-угорскими и самодийскими, также он предполагал «подобное, хотя менее явное сходство» между тюркскими, монгольскими и тунгусо-маньчжурскими языками, с одной стороны, и юкагирскими и эскимосско-алеутскими, с другой (1931:338). Он также предполагал, что индоевропейские языки могут быть связаны с семитскими, а через них — с «хамитскими» (термин ныне устарел) и, вероятно, с баскским (там же).
Тем не менее, Педерсен считал, что помимо перечисленных выше языков, к ностратической макросемье могут относиться и другие.

## Глоттальная теория
В статье, опубликованной в 1951 г., Педерсен предположил, что частота употребления звука b в праиндоевропейском языке ненормально низка. Сравнение языков, однако, позволило допустить, что когда-то это был эквивалентный глухой взрывной p, который редко встречается или отсутствует во многих языках.
Он также утверждал, что предполагаемые индоевропейские звонкие аспираты, bh dh gh, скорее всего, на самом деле были глухими аспиратами, ph th kh.
На основании вышесказанного Педерсен предположил, что три серии индоевропейских взрывных, p t k, bh dh gh и b d g, ранее выглядели как b d g, ph th kh и (p) t k.
Его теория не привлекала к себе внимания до тех пор, пока Пол Хоппер (США, 1973) и советские лингвисты Т. В. Гамкрелидзе и Вяч. Вс. Иванов не предложили в серии статей, а позднее в фундаментальном труде Гамкрелидзе и Иванова (1984, анг. перевод 1995), что индоевропейская серия b d g первоначально была серией согласных p' t' k'. Переформулированная в таком виде, теория вызвала широкий интерес.

## Некоторые сочинения
- 1903. «Türkische Lautgesetze», in Zeitschrift der Deutschen Morgenländischen Gesellschaft 57, 535—561.
- 1909—1913. Vergleichende Grammatik der keltischen Sprachen, 2 volumes. Göttingen: Vandenhoeck and Ruprecht.
- 1924. Sprogvidenskaben i det Nittende Aarhundrede. Metoder og Resulteter. København: Gyldendalske Boghandel.
- 1931. Linguistic Science in the Nineteenth Century: Methods and Results, translated from the Danish by John Webster Spargo. Cambridge, Massachusetts: Harvard University Press. English translation of the previous.
- 1938. Hittitisch und die anderen indoeuropäischen Sprachen. Det Kongelige Danske Videnskabernes Selskab, Historisk-filologiske Meddelelser 25.2. København.
- 1941. Tocharisch vom Gesichtspunkt der indoeuropäischen Sprachvergleichung. København: Ejnar Munksgaard. (Second edition 1949.)
- 1951. Die gemeinindoeuropäischen und die vorindoeuropäischen Verschlusslaute. Det Kongelige Danske Videnskabernes Selskab, Historisk-filologiske Meddelelser 32.5. København.